# Startup Visa
A Startup Visa (em português Visto Startup)  é uma proposta de alteração à lei de imigração dos EUA para criar uma categoria de visto para empreendedores estrangeiros que levantaram capital de qualificados investidores americanos. Isto tem como objetivo abordar a ausência de uma categoria de visto para empresários captarem recursos no exterior.  Hoje é denominada em congresso como Lei de Startup Visa de 2011, introduzida em 14 de março de 2011. A lei Startup Visa tem apoio bipartidário.

A Startup Visa é um visto de imigração temporário, ou um visto condicional de residente permanente (condicional green card) que se converte em uma residência permanente(green card), após dois anos se certas condições forem respeitadas.

A perspectiva Startup Visa é classificada como um visto “Employment Based” (em português "Baseada no emprego") , sob a recém-criada categoria EB-6.

## Visão
Empreendedores estrangeiros que se encontram querendo abrir uma empresa nos Estados Unidos, são confrontados com nenhuma ou limitadas opções de visto.
Os poucos vistos oferecendo residência e, portanto, um caminho para a cidadania aplicável a empreendedores, são categorias de vistos como o visto EB-1, ou o visto EB-5, que não foram projetados em particular para empreendedores, e só pode ser aplicado a um número extremamente limitado dos empreendedores. Vistos baseados no emprego como o visto EB-2, não são opções viáveis para empreendedores e podem ser negados caso o requerente tenha participação significativa na empresa.

### Requisitos
A nova legislação prevê vistos para os seguintes grupos, sob certas condições:
1. Empreendedores vivendo fora dos EUA – se um investidor americano concorda em patrocinar financeiramente seu empreendimento empresarial com um investimento mínimo de $100.000. Dois anos depois, a startup deve ter criado cinco novos empregos nos EUA e ter levantado mais de $500.000 em financiamento ou estar gerando mais de $500.000 em receita anual.
2. Trabalhadores com visto H-1B, ou graduados de universidades americanas em ciência, tecnologia, engenharia, matemática ou ciência da computação - se eles têm um rendimento anual de pelo menos $30.000 ou ativos de pelo menos $60.000 e têm um investimento, de um investidor americano, de ao menos $20.000 no empreendimento. Dois anos depois, a startup deve ter criado três novos empregos americanos e ter levantado mais de $100.000 em financiamento ou estar gerando mais de $100.000 em receita anual.
3. Empreendedores estrangeiros cuja atividade gerou pelo menos $100.000 em vendas dos EUA. Dois anos depois, a startup deve ter criado três novos empregos americanos e ter levantado mais de $100.000 em financiamento ou estar gerando mais de $100.000 em receita anual.

O investidor deve ser um qualificado capitalista de risco, um "super anjo" (cidadão dos EUA que fez pelo menos dois investimentos de pelo menos $50.000 por ano pelos três anos anteriores), ou uma entidade governamental qualificada.

### Uso de números de visto existentes
A Startup Visa não atribui novos números de vistos, mas usa números não utilizados fora da categoria de visto EB-5 (investidor green card), que é limitada a 9.940 vistos, dos quais apenas 4.191 vistos foram utilizados no ano fiscal de 2009.

O escritório do senador Lugar destacou a seguinte afirmação: "A criação de novos vistos não está autorizado nesta lei."

Em perspectiva, os EUA admitiram 1.130.000 novos residentes permanentes legais nos EUA em 2009, dos quais, apenas 12,7% foram admitidos por meio de um processo seletivo ou categorias "Employment-based".

### Histórico Legislativo

#### Lei Startup Visa (2010)
Introduzida no senado em 24 de fevereiro de 2010, a Lei Startup Visa de 2010 foi deixada para expirar no Comitê Judiciário no final do 111º congresso americano com nenhuma outra ação legislativa tendo sido dada.

#### Lei Startup Visa de 2011
A Lei Startup Visa de 2011 foi introduzida no senado em 14 de março de 2011 pelo senador John Kerry [D-MA] e os co-patrocinadores Richard Lugar [R-IN], e Mark Udall [D-CO] sob o projeto de lei S. 565, com senadores Kirsten Gillibrand [D-NY], Michael Bennet [D-CO], e Mark Warner [D-VA] juntando mais tarde com co-patrocinadores adicionais. Na câmara foi apresentada pelo deputado Carolyn Maloney [D-NY14] sob o projeto de lei HR 1114, com o deputado Bill Owens [D-Ny23] apoiando como um co-patrocinador.
Em 1º de abril de 2011, a lei Visa Startup aguarda revisão do Comitê. Ela tem que passar por uma revisão com os respectivos comitês judiciário e as subcomissões de imigração do senado e da Câmara. De acordo com Govtrack.us, "A maioria dos projetos e resoluções nunca são feitas fora do comitê”.

### Apoio

#### Investidores Americanos
Um grupo de proeminentes investidores americanos ficaram  à frente da Startup Visa desde o seu início e criou o site StartupVisa.com:
- Brad Feld
- Dave McClure
- Eric Ries
- Fred Wilson
- Manu Kumar
- Mike Speiser
- Paul Graham
- Paul Kedrosky
- Reid Hoffman
- Shervin Pishevar

Muitos outros investidores oficialmente se comprometeram com o seu apoio.

#### Grupos
Estes grupos são conhecidos por apoiar o Startup Visa (lista incompleta):
- US Chamber of Commerce's Center for Entrepreneurship[1]
- Silicon Valley Leadership Group
- American Bar Association
- Partnership for a New American Economy[2]
- Women 2.0[3]
- National Venture Capital Association[4]
- Sign the Startup U.S Visa Petition[5]

#### Empreendedores
Empreendedores estrangeiros que experimentaram o sistema de imigração dos EUA  são esmagadoramente favoráveis ao projeto de lei e têm sido cada vez mais acompanhados por empresários norte-americanos.

#### Cidadãos
Os defensores da Startup Visa estão propondo a criação de emprego, benefício para a economia e liderança em inovação para chamar a atenção dos eleitores. A startup Votizen lançada março 2011 com a Startup Visa, permite que cidadãos enviem diretamente uma mensagem de apoio ao seu representante sobre o Startup Visa.

### A Administração de Obama
Enquanto o Startup Visa conta com um apoio bipartidário e a Casa Branca tem expressado repetidamente o apoio a princípios relacionados a isso, a administração de Obama não vem pressionando a lei Startup Visa, mesmo com a iniciativa Startup American, lançada em Janeiro
de 2011. Durante um debate realizado pelo The Economist em 24 de Março de 2011, Aneesh Chopra, chefe do departamento de tecnologia dos Estados Unidos, foi questionado por Vivek Wadhwa sobre o Startup Visa e respondeu o seguinte: “O presidente tem sido enfaticamente
claro, em seu apoio a imigração de mão-de-obra especializada, mas para fazê-lo como parte de um programa de reforma de imigração mais ampla e abrangente”.

## Na Imprensa
Alguns dos atuais percalços da imigração que o Startup Visa espera tratar tem sido abordados no documentário Starting-Up In America, lançado em 28 de Fevereiro de 2011.

### Alternativas

#### Blueseed
Uma empresa chamada Blueseed almeja criar uma comunidade startup localizada em um navio ancorado em águas internacionais, perto da costa do Vale do Silício, nos Estados Unidos. Os promotores acreditam que a localização permitiria empresários não americanos a trabalhar
em seus empreendimentos sem a necessidade de vistos de trabalho dos EUA, ao passo que vivem próximo do Vale do Silício e existe uma certa facilidade em se conseguir vistos de negócio de turismo. Esta solução tem sido comparada com o Startup Visa, pois pretende atingir objetivos semelhantes. Craig Montuori, um pregador do Startup Visa, escreveu sobre o Blueseed o seguinte: “Eu posso atestar a paixão deles na criação de soluções para criar empregos para empresários estrangeiros enquanto espera o Congresso criar a Startup Visa
como alguém que vem defendendo a Startup Visa no último ano.

### Em outros países
Na maioria dos outros países desenvolvidos, fora os Estados Unidos, os empresários não estão enfrentando o mesmo âmbito de questões de imigração, devido à disponibilidade de sistemas de controle de visto, e/ou a ausência de restrições à propriedade de vistos de trabalho auto-patrocinados.

Desde a primeira introdução da Lei Startup Visa em 2010, esses países têm adicionalmente implementado vistos específicos modelados após o Startup Visa:
- Reino Unido[6]
- Chile[7]

Movimentos semelhantes têm surgido nos seguintes países:
- Canadá[8]
- Nova Zelândia[9]